# Megemelt D-vitamin tartalmú gomba
A megemelt D-vitamin-tartalmú gombák olyan, általában csiperke, laska vagy shiitake gombák, amelyek UV-fénykezelésen estek át, és így nagy mennyiségben tartalmaznak D-vitamint.
A gombák magas ergoszterol-tartalommal rendelkeznek, ami UV-fény hatására D2-vitaminná, ergokalciferollá alakul át. Az UV-kezelt gombák nagy mennyiségű D-vitamint tartalmaznak, ezért alkalmasak a szervezet D-vitamin-hiányának pótlására. Az UV-kezelést végezhetjük UV-lámpákkal, de szárított shiitake gombánál gyakori a napon szárítás.

### A megemelt D-vitamin-tartalmú gombák története
Már az 1900-as évektől felismerték, hogy az UV-fénnyel kezelt élelmiszerek alkalmasak lehetnek az angolkór kezelésére. Az 1990-es években finn kutatók végeztek először kutatásokat a kereskedelemben is kapható nagygombák UV-besugárzásával. Számos felmérés bizonyítja, hogy a D-vitamin-hiány jelentős méreteket öltött Magyarországon és világszerte. A D-vitamin jelentőségének felismerésével egyre nagyobb hangsúlyt kaptak az olyan élelmiszerek, mint például az olajos halak, amelyek D-vitamint tartalmaznak. Mivel ilyen élelmiszer kevés van, és gyakran kis mennyiségben tartalmaznak D-vitamint, a megemelt D-vitamin-tartalmú gomba hasznos kiegészítő D-vitamin-forrás lehet.
A vadgombák nagy mennyiségben tartalmaznak D-vitamint, mivel a természetben folyamatosan éri őket UV-fény. A termesztett gombafajokat nagyrészt sötétben vagy gyenge mesterséges fény mellett termesztik, ezért nem tartalmaznak számottevő D-vitamint. A csiperkét teljes sötétségben, a shiitake gombát 1000 lux, a laska gombát pedig 200-1000, illetve 1500 lux erősségű fénnyel termesztik. Ez a fénymennyiség általában nem elegendő az ergoszterol átalakításához. A termesztett gombák is nagy mennyiségben tartalmazhatnak D-vitamint, ha napon szárították őket. Ez leginkább a shiitake esetében gyakori.

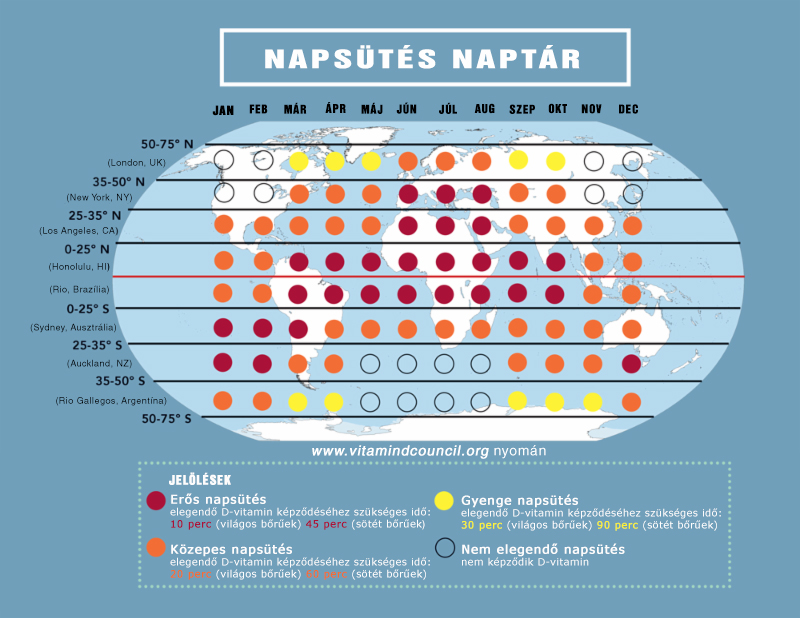
Indokolt napozás hosszúsága a földrajzi szélesség és az idő függvényében.

A magas D-vitamin-tartalmú gombák előállítása olcsó, de a megfelelő D-vitamin-szint elérésének legegyszerűbb, legolcsóbb és legjobb módja a megfelelő körülmények között végzett napi 5-10 perc napozás. Ezt azonban a 35. szélesség fölött télen nem tudjuk megtenni, mert nem elég erős a fény a D-vitamin képződéshez. Magyarországon ez a fényhiányos időszak novembertől februárig tart.

### Az UV-kezelések technológiai paraméterei
Az UV-vel kezelt gombák termesztéstechnológiája viszonylag egyszerű, jól beilleszthető a hagyományos munkafolyamatok közé. Lényege, hogy a gombákat rövid ideig nagy energiájú UV-fénnyel kezeljük, ami átalakítja a gomba termőtestében lévő ergoszterolt ergokalciferollá. A D-vitamin-tartalom széles határokon belül nagy pontossággal kalibrálható. Az Európában forgalmazott gomba D-vitamin-tartalma friss tömegre vetítve átlagosan 6,97 μg / 100 g, ami az RDA 112%-a.

#### A fény hullámhossza; UVB, UVC, UVA és természetes fény
Mindhárom hullámhosszal végeztek kísérleteket; leginkább az UVB és az UVC terjedt el. Az UVC-lámpák ózont generálhatnak a környezetükben.
Hagyományos módszer a gombák szárítása napfényen. Ekkor a gombában nagy mennyiségű D-vitamin keletkezik, amelynek jelentős részét évekig képes megtartani. Kiváló házi módszer D-vitaminos gomba előállításához.

#### Pulzáló UV és folyamatos UV
Technológiailag a pulzáló UV-lámpák fejlettebbek, és leginkább ezeket használják a termesztésben. Nagy előnye a pulzáló lámpáknak, hogy néhány másodperc alatt képesek bevinni a D-vitamin átalakulásához szükséges energiamennyiséget, így a kezelések akár futószalagon is végezhetőek. Általában széles spektrumú lámpák, ami a D-vitamin átalakulás szempontjából előnyös. Hátrányuk, hogy drágák. A folyamatos UV-lámpák előnye az alacsonyabb ár, valamint hogy könnyen beszerezhetőek. Hátrányuk, hogy 10-15 percre van szükség a kezelésekhez, ezért leginkább preharvest kezelésekre alkalmasak. További probléma lehet, hogy egyes folyamatos UV-lámpák higanyt tartalmaznak, ezért törés esetén egészségügyi kockázatot jelenthetnek.

#### Bevitt energiamennyiség
A legfontosabb tényező a termesztésben nagyjából 50 J/m². Ennek mértékétől függ a keletkező D-vitamin-tartalom.

#### A gomba faja, fajtája
A D-vitamin-tartalom kismértékben változik fajonként, fajtánként. Leginkább morfológiai okokra vezethető vissza a keletkező D-vitamin mennyiségének változása.

#### A gomba megvilágított részei
A gomba termőteste nem egyenlő mértékben alkalmas D-vitamin képzésére. Leginkább az olyan fiatal, nagy felületű részek tartalmaznak nagy mennyiségű D-vitamint a besugárzás után, mint a spóratartó tokok. Az UV-kezelés a szeletelt gombáknál hozza a legjobb eredményeket. A tönkben mérték általában a legrosszabb értékeket. A gomba minden része tartalmaz ergoszterolt, ezért a megvilágítás után D-vitamint is. Az eredményeket nagyban befolyásolja, hogy a gomba mely részét érte az UV-fény.

#### Pre-éspostharvest
Munkaszervezési jelentősége van. A gombák jól megtartják az UV-kezelések hatására keletkezett D-vitamin-tartalmukat. Akár szárított gombák is kezelhetők. Szárított gombákban 1,5 év után is megtalálható a kezdő D-vitamin-értékek fele.

#### Hőmérséklet és nedvességtartalom
Nem jelentősek, mivel a D-vitamin szempontjából ideális körülmények nem kedveznek a gomba minőségének. Az ideális hőmérséklet 35 °C, az ideális nedvességtartalma pedig 78%.

### Forgalmazás és szabályozás
Jelenleg is több fejlett országban forgalmazzák, többek között Amerikában, Kanadában, Ausztráliában, Új-Zélandon, Írországban és az Egyesült Királyságban. Magyarországon is próbálkoztak a D-vitaminos gombák termelésével, azonban rövidesen engedélyezési problémák miatt beszüntették a gombák forgalmazását.
Az UV-kezelt gombák az Európai Unió 2017. december 31-ig hatályos rendelete szerint új élelmiszernek minősültek, hiszen az UV-sugárzást nem használták 1997 előtt a gombatermesztésben, és lényegi változásokat indukál a gomba biológiai összetételében. Az új élelmiszereket engedélyeztetni kell. 2016 februárjában az ír Monaghan Mushrooms vállalat megkapta az UV-kezelt gombák termesztésére az engedélyt. Ez az engedély azonban még nem volt generikus. Minden vállalatnak, amely UV-kezelt gombát kívánt termelni, külön-külön, de egy egyszerűsített eljárás során meg kellett szereznie az Európai Unió engedélyét.
Ez a szabályozás változott 2018. január 1-jén, amikor az új szabályozás lépett életbe. Ezután már generikus az engedélyeztetés, tehát adott technológia mellett nem szükséges külön-külön cégenként megszerezni az engedélyeket.